# 夢で夜空を照らしたい/未熟DREAMER
- ラブライブ! > ラブライブ!サンシャイン!! > Aqours > 夢で夜空を照らしたい/未熟DREAMER

「夢で夜空を照らしたい/未熟DREAMER」（ゆめでよぞらをてらしたい／みじゅくドリーマー）は、Aqoursによるシングルで、テレビアニメ『ラブライブ！サンシャイン!!』の挿入歌。2016年9月14日にLantisから発売された。

## 概要
前作「ユメ語るよりユメ歌おう」から3週間で発売となるシングル。テレビアニメ『ラブライブ！サンシャイン!!』挿入歌シングル第2弾、アニメ第1期シングル第4弾。
表題曲「夢で夜空を照らしたい」は、テレビアニメ第1期第6話の挿入歌。統廃合を阻止するためのPVとして作成されたバラード曲で、第6話時点で未加入の3年生組を除く、高海千歌(伊波杏樹)、桜内梨子(逢田梨香子)、渡辺曜(斉藤朱夏)、津島善子(小林愛香)、国木田花丸(高槻かなこ)、黒澤ルビィ(降幡愛)の1,2年生の6名が担当。センターは高海千歌。楽曲PVは夕暮れの学校の屋上で撮影され、街の人々や浦の星生徒の協力で作られた約1000個のスカイランタンを飛ばす演出がなされた。
もう一つの表題曲「未熟DREAMER」は第1期第9話の挿入歌であり、サブタイトルでもある。先代Aqoursのダイヤ、果南、鞠莉が1年生時に作っていた曲で、センターは松浦果南が担当。花火大会に向け楽曲制作が進んでいたが、鞠莉の留学による仲違いで初代Aqoursが解散してしまい、制作途中で放棄されていた。しかしながら、部室のホワイトボードには歌詞の一部が残っており、第4話では千歌が気づく描写がある。Aqoursが9人となった後、現在のメンバーの手で完成され、花火大会のステージで披露された。ステージでは、3年生が一人ずつ、かつての衣装から新衣装に変化するソロパートが取り入れられている。ベストアルバムである『Aqours CHRONICLE 2015-2017』では9人が揃って初めて歌った曲であることから、ジャケットに採用された。
キャッチコピーは「歌ってみよういっしょにね！」。
CDには初回生産特典として「ジャケットイラストシール」が封入される。

## チャート成績
9月13日付のオリコンデイリーランキングでは1.4万枚を売上げ3位にランクイン。デビュー以来初の初日TOP3入りとなった。その後一度もTOP3から落ちることなくTOP3を守り抜き、9月26日付のオリコン週間ランキングでは3.7万枚を売上げ2位にランクイン。これまで最高だった3位を上回り、週間ランキングにおける最高順位を更新した。また、アニメ週間チャートにおいても5作連続となる1位を獲得した。
2016年9月度のオリコン月間ランキングでは7位にランクイン。アニメ月間チャートでは2ヶ月連続で月間1位を獲得した。

## 収録曲
- 全作詞：畑亜貴

1. 夢で夜空を照らしたい
  - 作曲：光増ハジメ、編曲：EFFY
  - テレビアニメ『ラブライブ！サンシャイン!!』第1期第6話挿入歌
2. 未熟DREAMER
  - 作曲・編曲：渡辺和紀　
  - テレビアニメ『ラブライブ！サンシャイン!!』第1期第9話挿入歌
  - 第9話のサブタイトルにも使われている。
  - 劇中では松浦果南、黒澤ダイヤ、小原鞠莉の3人が高校1年の時にスクールアイドルAqoursとして活動していた時に作詞していた曲という設定[注 3]。
  - TVアニメではAqoursが9人になって最初に歌った曲となった。
  - 第70回沼津夏まつり・狩野川花火大会では、花火が終盤に差し掛かると、ナイアガラ大瀑布と共に、本曲をBGMに流れるという、アニメ第1期第9話の再現が行われ、ファンが「感動した」という声がTwitterで多数投稿された。
3. 夢で夜空を照らしたい（Off Vocal）
4. 未熟DREAMER（Off Vocal）